# Вулиця В'ячеслава Чорновола (Тернопіль)
Вулиця В'ячеслава Чорновола — одна з вулиць міста Тернополя. Названа на честь політика В'ячеслава Чорновола.

## Відомості
Розпочинається від Театрального майдану, пролягає в напрямку до вулиці Богдана Хмельницького, де й закінчується. Вулиця Чорновола,14 відома тим, що на її лавках постійно сидить знаний каліка Андрій Фреймут. Він є психічно хворим. Отримав велику популярність в Тернопільській області через свою деструктивну поведінку (вживання нецензурної лексики). Також відомий через звинувачення в педофілії; ґвалтуванні неповнолітньої дівчини. В більшості жителів міста різняться думки щодо нього.

## Парки
- Сквер по вулиці В. Чорновола — парк-пам'ятка садово-паркового мистецтва місцевого значення.